# Suhareka
Suharekë (in albanese Suharekë, Suhareka o Theranda; in serbo Сува Река?, Suva Reka) è una città del Kosovo, nel Distretto di Prizren.

## Geografia antropica

### Suddivisioni amministrative
La municipalità si divide nei seguenti villaggi:
Arrishta (Vraniqi), Bllaca, Budakova, Bukoshi, Bungaja (Dvorani), Çadraku, Dardha (Sllapuzhani), Dardhishta (Krushica), Duhla, Dushkaja (Dubrava), Gelanca, Gjinoci, Gjyteti (Grejçeci), Grykosi (Grejkoci), Gurdielli (Delloci), Gurkuçi (Maçiteva), Gurra (Studençani), Ilironi (Dobërdelani), Kastra (Kasterci), Leshani, Lumari (Reçani), Lumbardhi (Sallagrazhda), Lushta (Luzhnica), Malasi (Muhlani), Mushtishti, Nëpërbishti, Nishori, Papazi, Peqani, Pojani (Popolani), Qershiza (Sravoçina), Reshtani, Rrezja (Javori), Semetishti, Sopia, Taraxha (Tërni), Trolli (Dragaçina), Ujmiri (Savrova), Vneshtari (Samadraxha), Vrrioni (Vërsheci) Breshanc.

## Società

### Evoluzione demografica
| Composizione etnica |          |   |       |   |        |   |          |   |      |   |         |   |          |   |        |   |        |
| Anno/Etnia          | Albanesi | % | Serbi | % | Turchi | % | Bosniaci | % | Roma | % | Ashkali | % | Egiziani | % | Gorani | % | Totale |
| 2013                | 59 076   |   | 6     |   | 4      |   | 15       |   | 53   |   | 493     |   | 5        |   | 2      |   | 59 722 |